# Dorsa Derakhshani
Dorsa Derakhshani (in persiano درسا درخشانی‎; Teheran, 15 aprile 1998) è una scacchista iraniana Grande Maestro Femminile e Maestro Internazionale, giocatrice per la Federazione statunitense.

## Carriera scacchistica
Ha vinto per tre volte il Campionato asiatico giovanile. È allenatore FIDE ed è accreditata come giornalista FIDE. Ha raggiunto il suo punteggio Elo massimo nella lista FIDE di luglio 2016 con 2405 punti.

### Contrasti con la Federazione Iraniana
Nel 2017 la Federazione Scacchistica Iraniana le ha proibito di giocare per la Nazionale o di giocare in qualsiasi torneo in Iran per "aver danneggiato gli interessi nazionali" dopo che ha partecipato al Tradewise Gibraltar Chess Festival 2017 senza indossare lo hijab. Il suo fratello quindicenne, il Maestro FIDE Borna, è stato similmente punito per aver giocato contro il Grande maestro israeliano Alexander Huzman nel primo turno dello stesso evento. Derakhshani aveva già giocato diversi tornei senza hijab.

### Passaggio di Federazione
A partire dal settembre 2017 Derakhshani gioca per la Federazione statunitense. Ad agosto 2018 studia biologia presso la Saint Louis University, della quale fa parte, assieme a, tra gli altri, Alejandro Ramírez, Francesco Rambaldi, Oleksandr Ipatov e Dariusz Świercz della squadra di scacchi.
Nel 2018 ha partecipato al Campionato statunitense femminile, giungendo ultima con 2,5 su 11. È invece giunta terza nell'evento nel 2020, edizione disputata online a cadenza semilampo a causa dei problemi legati alla Pandemia di COVID-19.